# 霍爾特鎮區 (明尼蘇達州菲爾莫爾縣)
霍爾特鎮區（英語：Holt Township）是位於美國明尼蘇達州菲爾莫爾縣的一個行政鎮區。

## 地方資料
霍爾特鎮區的面積為84.99平方千米，當中陸地面積為84.59平方千米，而水域面積為0.40平方千米。根據2020年美國人口普查的數據，當地共有人口239人，而人口密度為每平方千米2.81人。